# Гедеон Мъгленски
Гедеон (на гръцки: Γεδεών) е православен духовник, митрополит на Вселенската патриаршия.

## Биография
На 10 юни 1767 година е избран и по-късно е ръкоположен за мъгленски митрополит. На 9 септември 1774 година той подава оставка. Оттегля се в Цариград и вероятно след 1783 година се установява на Света гора. Умира около 1805 година вероятно на Света гора или в Цариград.